# Баштимур, Сулейман
Сулейман Баштимур (тур. Süleyman Baştimur; (имя при рождении Чайха Абдуллаев) 1 июля 1919, Порт-Петровск, РСФСР — 23 декабря 1977, Стамбул, Турция) — турецкий борец греко-римского стиля.

## Биография
Родился в 1919 году в Дагестане, в городе Порт-Петровск (ныне — Махачкала). Во время Великой отечественной войны воевал против немцев. В 1942 году немцами был взят в Севастопольском фронте в Крыму. Они долгое время остаются в лагере для военнопленных, затем добровольно вступил в Туркестанский легион, и на этот раз сражался на стороне немцев. Он служил лейтенантом в немецкой армии. Однако после капитуляции Германии его снова отправляют в лагеря для военнопленных. На этот раз в лагере доминируют Антигитлеровская коалиция, а именно США. В лагере для заключенных военнопленных в Вене он пробыл два с половиной года, и просил отправить его в Турцию, так как в СССР ему было находиться небезопасно. Заключенных из лагеря, контролируемого американцами, сажают в машины, которые должны были направится в Турцию, однако, вскоре становится ясно, что они едут в СССР. Лишь немногим пленникам удалось сбежать, среди которых был и Баштимур, через горы он перебрался в Италию.

## Спортивная карьера
Приехав в Турцию, он и его жена Фатма поселились в деревне Гюнейкёй (Ялова). После этого он поселился в Стамбуле и работал на верфи. Поскольку Сулейман был высоким и сильным, друзья на верфи посоветовали ему заняться борьбой, и он начал заниматься борьбой. В апреле 1953 года на чемпионат мира по борьбе в Неаполе он занял 5 место. В июле 1955 года в Барселоне он стал победителем Средиземноморских игр . В октябре 1959 года в Бейруте он стал серебряным призёром Средиземноморских игр.

## Карьера в кино
Он снялся в фильме «Божественный борец», а находясь в тюрьме с дагестанским писателем Сефером Аймергеном написал эти воспоминания в книге «Последний мост». Некоторое время он работал телохранителем в стамбульском ночном клубе «Club 12».

## Заключение
Когда он собирался на тренировку с борцами Хайдаром Зафером и Хамитом Капланом, он увидел в Топкапы толпу и подошел к ней. Здесь его друг, который ранее заменял его в команде, сообщил о нем в полицию, сказав: «Он пришел туда, чтобы убить Исмета Иненю». Он пробыл в тюрьмах Балмумджу, Султанахмет, Адана и Яссыада три года. Через три года он был оправдан.

## Смерть
В 1977 году Сулейман Баштимур, перенесший операцию на простате, умер из-за того, что его организм вырабатывал мочевину. Его могила находится в Гюнейкей.

## Личная жизнь
По национальности — лакец. Его мать зовут Мусайибе, а отца — Абдулла. С женой Павлиной он познакомился в Италии в лагере для военнопленных, позже она приняла ислам, взяв имя Фатма. У него четверо детей, среди которых трое сыновей: Саит, Кыймет, Хикмет и дочь: Нимет. У дочери Нимет было две дочери и сын Мехмет Окур — баскетболист, играл за сборную Турции, выступал в НБА.

## Достижения
- Чемпионат мира по борьбе 1953 — 5;
- Средиземноморские игры 1955 — ;
- Средиземноморские игры 1959 — ;